# Andrew Lewis (boxe anglaise)
Pour les articles homonymes, voir Andrew Lewis et Lewis.
Andrew Lewis est un boxeur guyanien né le 14 décembre 1970 à Georgetown et mort le 4 mai 2015 au Guyana.

## Carrière
Passé professionnel en 1993, il devient champion du Guyana des poids welters en 1996 et remporte le titre de champion du monde WBA de la catégorie le 17 février 2001 en battant au 7e round James Page. Lewis perd ce titre le 30 mars 2002 aux dépens de Ricardo Mayorga. Il met un terme à sa carrière en 2008 sur un bilan de 23 victoires, 4 défaites et 2 matchs nuls.

## Référence
1. ↑  (en) Andrew Lewis vs. Ricardo Mayorga II (boxrec.com)